# ダフラク海洋国立公園
ダフラク海洋国立公園（ダフラクかいようこくりつこうえん、英語: Dahlak Marine National Park）は、エリトリアの海岸部中央に存在する自然保護区域。公園はダフラク諸島の一部を含むセメナウィ・ケイバハリ地方に属している。ダフラク諸島の沿岸及びエリトリア本土の紅海沿岸の水域が含まれる。1998年から2000年のエチオピア・エリトリア国境紛争の間放置されたために、公園内は野生動物が捕らえられないまま繁殖した。また、紛争の間、漁撈や遊泳を行う人間がほとんどいなかったため、魚類もまたかなりの数にまで繁殖した。紛争が終結した現在は、政府によって良い観光資源とみなされ、再び管理されている。スキューバダイビングが現在では許可されており、独立戦争時に民兵だったダイバーの先導を受けることが出来る。350以上の種類を数える魚類のほか、放置された難破船を見ることも出来る。